# 近海丸沈没事故
近海丸沈没事故（きんかいまるちんぼつじこ）は、太平洋戦争末期の1944年12月24日に、長崎県長崎市小江町沖で起きた日本の海難事故。
長崎交通船株式会社に所属した連絡船（渡海船）「近海丸」（26トン）が沈み、273人の犠牲者を出した。

## 概要
1944年12月24日午後1時ごろ、長崎交通船が運航していた木造旅客船・近海丸が、長崎市小江町沖で荒波を受けて遭難・ 転覆・沈没した。当時近海丸は、三重から式見を経由し大波止に向かう途中であった。この海難事故により、乗客乗員338人のうち273人が犠牲となった。船の定員は80人であったが、その約4倍の人数と荷物を積載していたことが、バランスを崩して転覆する引き金になったとみられている。

## 関連書籍
- 五反田克彦 『長崎もう一つの戦災 近海丸遭難事件』長崎新聞社、2020年、ISBN 9784866500164・CRID 1130005876578574386